# Ursula K. Le Guin
Ursula Kroeber Le Guin (wym. ˈɜːrsələ ˈkroʊbər lə ˈɡwɪn, ur. 21 października 1929 w Berkeley, zm. 22 stycznia 2018 w Portlandzie) – amerykańska pisarka, autorka książek SF i fantasy, z których wiele weszło do klasyki gatunku. Stworzyła cykle Ziemiomorze i Ekumena. Wielokrotnie wyróżniana nagrodami Hugo i Nebula.
Wyraźnie widoczne w jej twórczości było zainteresowanie antropologią kulturową. Le Guin nie ukrywała swoich fascynacji ideą anarchistyczną, co przejawia się również w jej dziełach. Spośród opublikowanych przez nią książek do kręgu utopii społecznej można zaliczyć przede wszystkim opowiadania: Ci, którzy odchodzą z Omelas, Dzień przed rewolucją oraz powieści Wracać wciąż do domu i najsłynniejszą, Wydziedziczeni (nagrody w 1975: Nebula, Hugo). Część jej twórczości jest uznawana za prekursorską dla podgatunku feministycznej science fiction.

## Życiorys
Urodziła się w Berkeley w Kalifornii, jako córka antropologa Alfreda L. Kroebera i pisarki Theodory Kroeber. W 1901 jej ojciec zdobył doktorat w dziedzinie antropologii w Stanach Zjednoczonych na Uniwersytecie Columbia; objął także drugie stanowisko na Uniwersytecie Kalifornijskim w Berkeley. Theodora Kroeber była autorką biografii swojego męża, Alfred Kroeber: A Personal Configuration, która jest również dobrym źródłem wiedzy o młodych latach Ursuli, a także na temat motywów biograficznych występujących w jej późniejszych dziełach oraz o jej zainteresowaniach antropologią społeczną.
W 1951 otrzymała stopień licencjata (będąc członkiem Phi Beta Kappa Society) w Radcliffe College, a w 1952 dyplom magistra na Uniwersytecie Columbia. Później studiowała we Francji, gdzie poznała męża, historyka Charlesa Le Guina. Pobrali się w 1953.
Interesowała się literaturą od wczesnej młodości. W wieku jedenastu lat posłała swoje pierwsze opowiadanie do magazynu „Astounding Science Fiction”, jednak zostało ono odrzucone. Jej najwcześniejsze utwory, z których kilka w przetworzonej formie znalazło się w Opowieściach orsiniańskich (Orsinian Tales), oraz Malafrena były niefantastycznymi opowieściami o fikcyjnych krainach wyobraźni. Na początku lat 60. powróciła do swych wczesnych zainteresowań fantastyką naukową i zaczęła regularnie pisać i publikować. Pierwszym jej szeroko znanym utworem stała się powieść Lewa ręka ciemności (The Left Hand of Darkness), która w 1970 otrzymała nagrody Hugo i Nebula.
W późniejszych latach Le Guin interesowała się również filmem i muzyką. Współpracowała przy filmowej adaptacji (1980) swojej książki Jesteśmy snem (The Lathe of Heaven, 1971) pod oryginalnym tytułem powieści. W 1985 współpracowała z angielskim kompozytorem awangardowym Davidem Bedfordem nad librettem do space opery Rigel 9.
Od 1958 mieszkała w Portlandzie w stanie Oregon, gdzie zmarła. Miała troje dzieci i czworo wnucząt.
Pradziadkiem Ursuli Le Guin był Ludwik Stanisław Kraków, który wyemigrował do Stanów Zjednoczonych po powstaniu styczniowym. Jego matką, a praprababką pisarki była Paulina Krakowowa (z domu Radziejowska), pisarka, nauczycielka, redaktorka czasopisma „Pierwiosnek”.

## Tematyka prac

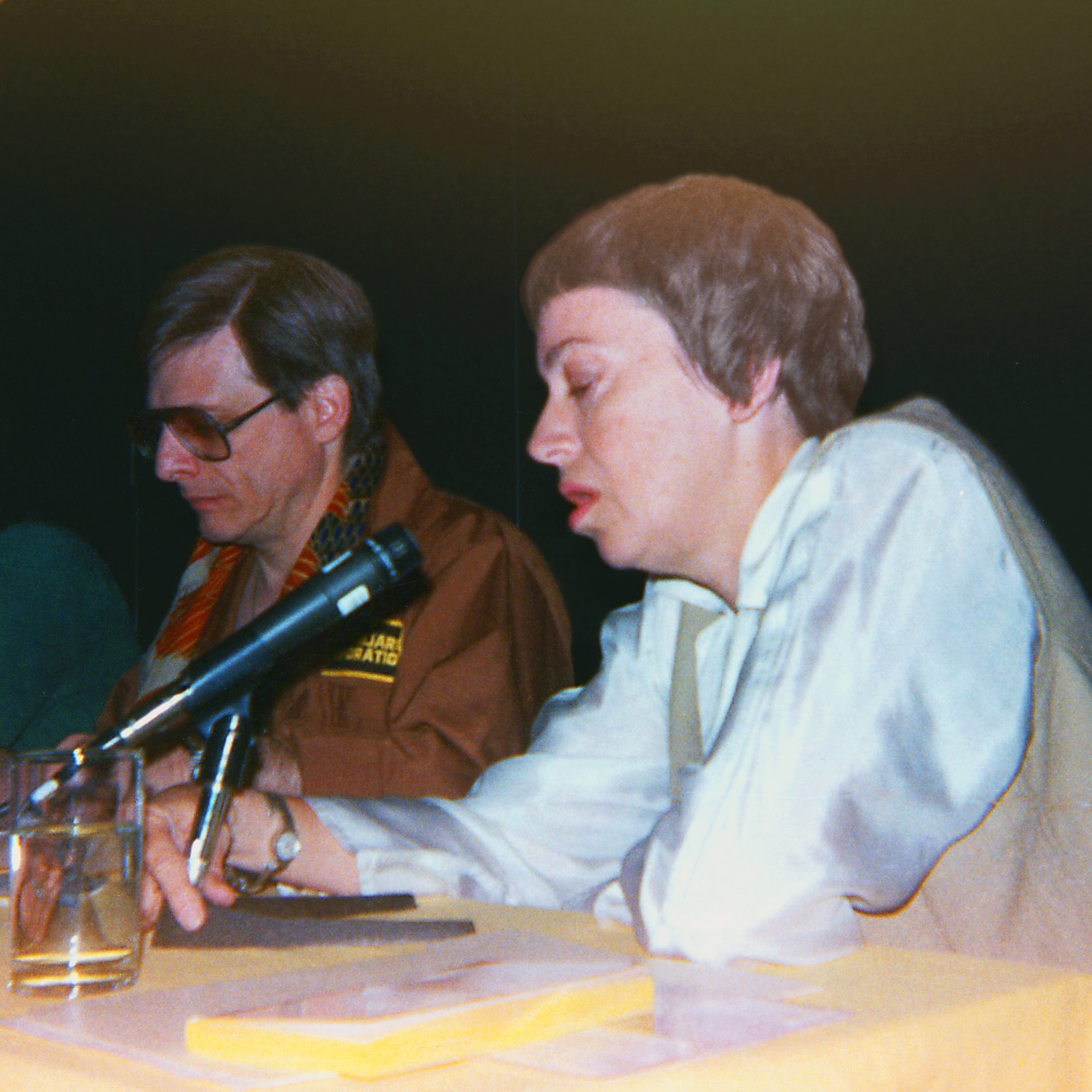
Le Guin i Harlan Ellison (1984)

W prawie wszystkich utworach fantastycznonaukowych Le Guin widać silny wpływ nauk społecznych, głównie socjologii i antropologii kulturowej, co lokuje je w gatunku znanym jako soft science fiction. Autorka często używa motywu kultur pozaziemskich, by wypowiedzieć komunikat o kulturze ludzkiej w ogólności. Przykładem jest zagłębienie się w istotę tożsamości płciowej poprzez użycie motywu androginicznej rasy w powieści Lewa ręka ciemności (The Left Hand of Darkness). Takie zabiegi pozwalają umieścić jej prace w kategoriach feministycznej fantastyki naukowej. Jej prace również często posiadają przesłania ekologiczne.
Z drugiej strony nie brak opisów zwykłych czynności i spraw codziennego życia. Na przykład w powieści Tehanu centrum historii stanowią postacie zaprzątnięte codziennymi sprawami opieki nad zwierzętami, pielęgnowania ogrodów czy wykonywania obowiązków domowych. Podczas gdy Le Guin często używa szerokiej perspektywy patrzenia na tematy polityczne czy kulturalne, pisała też rzeczy osadzone raczej bliżej domu. Wiele z jej krótkich opowiadań osadzonych jest w naszym świecie, w teraźniejszości lub bliskiej przyszłości.
Niektóre utwory fantastycznonaukowe, w tym powieści Wydziedziczeni (The Dispossessed) i Lewa ręka ciemności, należą do cyklu haińskiego (Hainish Cycle), którego bohaterowie żyją w odległej przyszłości, gdzie kilkadziesiąt planet zostało luźno powiązanych w Ligę Wszystkich Światów, a później w Ekumenę. Wiele z tych utworów mówi o następstwach kontaktu pomiędzy różnymi od siebie światami i kulturami. Powieści Lewa ręka ciemności lub Opowiadanie świata (The Telling) opowiadają o tym, co się dzieje, gdy wysłannicy Ekumeny (znani jako „mobile”) przybywają na odległe planety i wywołują tam kulturowy szok.
W odróżnieniu od sporej części głównego nurtu hard science fiction żadna z opisywanych przez autorkę cywilizacji nie posiada realnej możliwości podróżowania z prędkością większą od światła, gdyż żywe organizmy nie mogą jej przetrwać. Le Guin wymyśliła ansibl – urządzenie umożliwiające natychmiastową komunikację na dowolną odległość. Ów termin i pomysł wszedł do kanonu techniki fantastycznej i był później zapożyczany przez kilku innych znanych autorów.

## Upamiętnienie
Od 2022 roku, 21 października każdego roku, w dniu urodzin pisarki, Ursula K. Le Guin Literary Trust przyznaje nagrodę jej imienia. Coroczna nagroda pieniężna w wysokości 25 tys. dolarów jest przyznawana pojedynczej książce i honoruje pisarzy, o których mówiła patronka w swoim przemówieniu podczas National Book Awards w 2014 – „realistów szerszej rzeczywistości, którzy potrafią wyobrazić sobie prawdziwe podstawy do nadziei i zobaczyć alternatywy wobec tego, jak żyjemy dziś”.

## Publikacje

### CyklEkumena
(ang. Ekumen, zwany także cyklem Hain)
- 1966: Świat Rocannona (Rocannon’s World)
- 1966: Planeta wygnania (Planet of Exile)
- 1967: Miasto złudzeń (City of Illusions)
- 1969: Lewa ręka ciemności (The Left Hand of Darkness)
- 1972: Słowo „las” znaczy „świat” (The Word for World is Forest)
- 1974: Wydziedziczeni (The Dispossessed: An Ambiguous Utopia)
- 1995: Cztery drogi ku przebaczeniu (Four Ways to Forgiveness) – cztery opowiadania osadzone w uniwersum Ekumeny
- 2000: Opowiadanie świata (The Telling)
- 2001: Urodziny świata (The Birthday of the World) – zbiór opowiadań (większość opowiadań należy do uniwersum Ekumeny)

### CyklZiemiomorze
(ang. Earthsea)
- 1968: Czarnoksiężnik z Archipelagu (A Wizard of Earthsea)
- 1970: Grobowce Atuanu (The Tombs of Atuan)
- 1972: Najdalszy brzeg (The Farthest Shore)
- 1990: Tehanu (Tehanu: The Last Book of Earthsea)
- 2001: Opowieści z Ziemiomorza (Tales from Earthsea) – opowiadania osadzone w świecie Ziemiomorza
- 2001: Inny wiatr (The Other Wind)

### CyklKotolotki
Cykl krótkich opowiadań dla dzieci (ang. Catwings)
- 1988: Kotolotki (Catwings)
- 1989: Kotolotki z wizytą u mamy (Catwings Return)
- 1994: Wspaniały Aleksander i Kotolotki (Wonderful Alexander and the Catwings)
- 1999: Jane rozkłada skrzydła (Jane on Her Own)

### CyklKroniki Zachodniego Brzegu
(ang. Annals of the Western Shore)
- 2004: Dary (Gifts)
- 2006: Głosy (Voices)
- 2007: Moce (Powers)

### Inne
- 1971: Jesteśmy snem (The Lathe of Heaven)
- 1975: Wszystkie strony świata (The Wind’s Twelve Quarters) – zbiór opowiadań (zawiera m.in. opowiadania należące do uniwersum Ekumeny i świata Ziemiomorza)
- 1976: Opowieści orsiniańskie(inne języki) (Orsinian Tales) – zbiór opowiadań
- 1976: Zewsząd bardzo daleko(inne języki) (Very Far Away from Anywhere Else)
- 1978: Oko czapli(inne języki) (The Eye of the Heron)
- 1979: Malafrena(inne języki) – powieść osadzona w świecie opowieści orsiniańskich
- 1980: Miejsce początku (The Beginning Place)
- 1985: Wracać wciąż do domu (Always Coming Home)
- 1987: Dziewczyny Buffalo(inne języki) (Buffalo Gals)
- 1989: Nowa Atlantyda(inne języki) (The New Atlantis)
- 1989: Dancing at the Edge of the World
- 1994: Rybak z Morza Wewnętrznego(inne języki) (A Fisherman of the Inland Sea) – zbiór opowiadań (zawiera m.in. opowiadania należące do uniwersum Ekumeny)
- 1996: Otwarte przestworza(inne języki) (Unlocking the Air)
- 2003: Międzylądowania(inne języki) (Changing Planes) – zbiór opowiadań
- 2008: Lawinia(inne języki) (Lavinia)
- 2019: Dotąd dobrze. Wiersze (przekł. Jerzy Jarniewicz, Justyna Bargielska)
- 2024: I mów, że moja chwała z przyjaciół się bierze (zbiór korespondencji między Le Guin a Stanisławem Lemem)

## Adaptacje

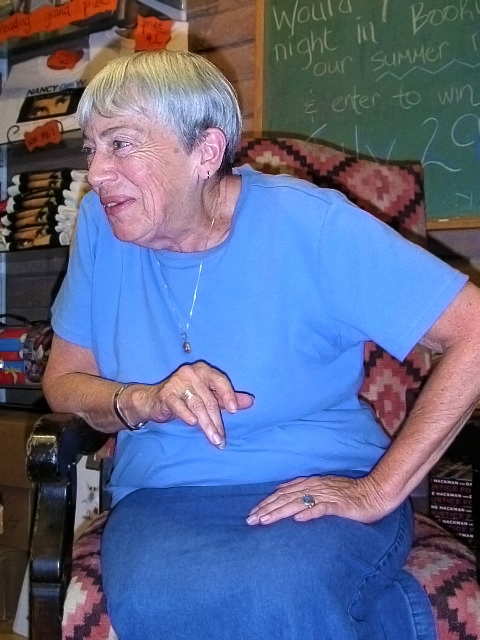
Le Guin (2004)

Kilka większych prac autorki zostało zaadaptowanych dla filmu i telewizji. Jej powieść Jesteśmy snem (The Lathe of Heaven, 1971) została zekranizowana dwukrotnie. Najpierw w 1980 przez amerykańską telewizję thirteen/WNET New York przy jej udziale, a w 2002 przez telewizję A&E Network (amerykańska telewizja z siedzibą w Nowym Jorku).
We wczesnych latach 80. animator i reżyser Hayao Miyazaki poprosił o pozwolenie na realizację animowanej wersji Ziemiomorza. Jednak autorka, jako że prace tego reżysera były jej mało znane podobnie jak cały gatunek anime, odrzuciła propozycję. Kilka lat później, obejrzawszy film Mój sąsiad Totoro (My Neighbour Totoro), zmieniła zdanie, wierząc, że jeśli ktokolwiek mógłby nakręcić film o Ziemiomorzu, to może to być Miyazaki. Ostatecznie trzecia i czwarta z opowieści o Ziemiomorzu została użyta jako podstawa dla filmu animowanego Opowieści z Ziemiomorza, ang. Tales from Earthsea (jap. ゲド戦記 Gedo Senki). Jednak film w istocie został zrealizowany przez syna Miyazakiego, Gorō, bardziej niż przez samego Hayao Miyazaki, w związku z czym Ursula Le Guin wyrażała mieszane uczucia wobec filmu.
W 2004 Sci-Fi Channel zrealizował dwie pierwsze części Ziemiomorza jako miniserial Ziemiomorze. Autorka twierdzi, że została całkowicie pozbawiona wpływu na kształt tej adaptacji, o którym powiedziała: „w niczym nie przypomina to tego, co sobie wyobrażałam” (a far cry from the Earthsea I envisioned). W wyniku komplikacji związanych z prawami autorskimi film nie mógł być emitowany w Stanach Zjednoczonych do 2009.

## Nagrody i wyróżnienia
- 1968: nagroda Boston Globe-Horn Book za Czarnoksiężnika z Archipelagu
- 1970: nagroda Hugo za najlepszą powieść[7] i Nebula[8] za Lewą rękę ciemności
- 1970: nagroda Newbury Honor Book za Grobowce Atuanu
- 1972: Newbery Silver Medal za Grobowce Atuanu
- 1972: National Book Award for Children’s Books za Najdalszy brzeg
- 1973: nagroda Hugo za najlepsze opowiadanie za Słowo las znaczy świat
- 1973: nagroda Locusa za Jesteśmy snem
- 1974: nagroda Hugo za najlepszą miniaturę literacką za Ci, którzy odchodzą z Omelas
- 1975: nagroda Nebula za Wydziedziczonych i Dzień przed rewolucją[2]
- 1975: nagroda Hugo za najlepszą powieść za Wydziedziczonych[3]
- 1975: nagroda Jupitera za Dzień przed rewolucją
- 1976: nagroda Jupitera za The Diary of the Rose
- 1979: nagroda Lewis Carroll Shelf za Czarnoksiężnika z Archipelagu
- 1979: nagroda Gandalfa (Wielki Mistrz Fantastyki)
- 1984: nagroda Locusa za The Compass Rose
- 1985: nominacja do National Book Award za Wracać wciąż do domu
- 1986: Janet Heidinger Kafka Prize for Fiction za Wracać wciąż do domu
- 1987: Prix Lectures-Jeunesse za Zewsząd bardzo daleko
- 1988: World Fantasy Award i nagroda Hugo za najlepszą nowelę za Dziewczyny Buffalo
- 1989: nagroda Pielgrzyma
- 1990: nagroda Nebula za Tehanu
- 1991: nagroda Pushcarta za Bill Weisler
- 1992: nominacja do nagrody Pulitzera za Searoad
- 1992: nagroda H.L.Davis Fiction for OLA za Searoad
- 1995: nagroda Nebula za Samotność
- 1995: Theodore Sturgeon Award, Asimov’s Readers Award i nagroda Locusa za Dzień przebaczenia
- 1995: nagroda Jamesa Tiptree Jr. za Kwestia Seggri
- 1995: Hubbub annual poetry award za Semen
- 1996: James Tiptree Jr. Retrospective Award za Lewą rękę ciemności
- 1996: nagroda Locusa za Cztery drogi ku przebaczeniu
- 1997: nagroda Jamesa Tiptree Jr. za Górskie ścieżki
- 2001: nagroda Locusa za Opowiadanie świata i Urodziny świata
- 2001: nagroda Endeavour za Opowiadanie świata
- 2002: nagroda PEN/Malamud(inne języki)
- 2002: nagroda Willamette Writers Lifetime Achievement
- 2002: nagroda Locusa za Opowieści z Ziemiomorza i Kości ziemi
- 2002: nagroda Locusa za Opowieści z Ziemiomorza i Szukacza
- 2003: Damon Knight Memorial Grand Master Award
- 2003: nagroda Locusa za The Wild Girls
- 2003: nagroda Asimov’s Readers za The Wild Girls
- 2003: nagroda Endeavour za Opowieści z Ziemiomorza
- 2004: Margaret A. Edwards Award za dorobek życia
- 2004: Arbuthnot Lecturer (American Library Association)
- 2006: Maxine Cushing Gray Fellowship for Writers
- 2009: nagroda Nebula za Powers
- 2009: nagroda Locusa za Lawinię

W 1977 Ursula K. Le Guin znak protestu przeciwko usunięciu z Science Fiction and Fantasy Writers of America Stanisława Lema wycofała swoją nowelę Dzienik Róży z listy nominacji do Nebuli w 1977, choć utwór w głosowaniu tę nagrodę zdobył i zrezygnowała z członkostwa w organizacji.